# Heelflip
 (septembre 2024).

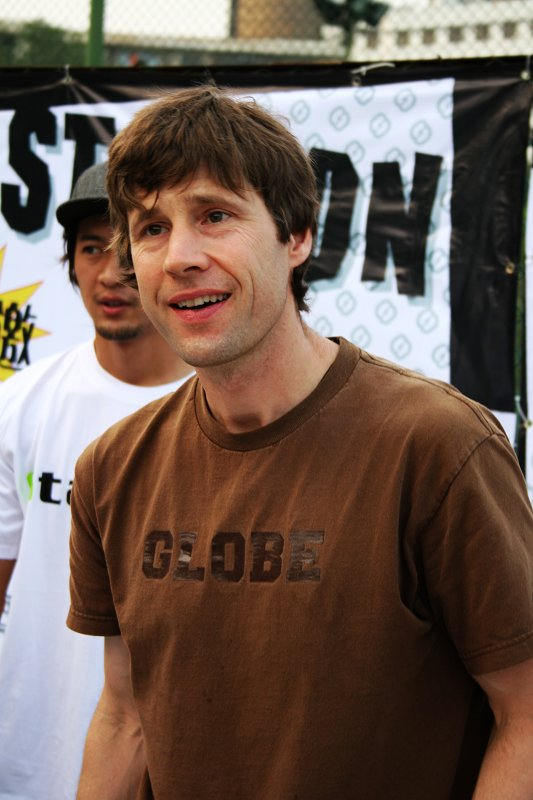
Rodney Mullen.

Un heelflip est un trick de skateboard. Son nom vient du mot anglais heel, qui signifie « talon ». Il a été inventé par le skateur professionnel Rodney Mullen, qui a d'ailleurs inventé également le kickflip ainsi que de nombreuses figure entrant dans la catégorie du new school.

## Principe
Lors de cette figure, la planche effectue une rotation de 360° autour d'un axe longitudinal, grâce à une impulsion du pied avant, donnée par le talon dans la direction des orteils. Pour effectuer un heelflip, le skateur commence par popper, c'est-à-dire qu'il fait rebondir l'arrière de sa planche (le tail) sur le sol. Son pied avant glisse alors le long de la planche, à la manière d'un ollie. Cependant, au lieu de gratter le grip en ligne droite, le pied part soudain en avant, donnant à la planche son mouvement de vrille. Lors de cette dernière impulsion, la dernière partie du pied avant à quitter la planche est le talon, d'où le nom de la figure. Un moyen simple de faciliter cette dernière étape est de commencer avec les orteils du pied concerné dépassant légèrement du bord de la planche. Toutefois, si l'on utilise cette technique, on a tendance à faire tourner la planche moins vite.
Le heelflip est fort semblable au kickflip, dont il est dérivé, si ce n'est que la rotation se fait dans l'autre sens. C'est aussi un tricks à absolument maitriser avant de s'attaquer à ses supérieurs (noms ci-dessous).
Les variantes les plus évidentes du heelflip sont le nollie heelflip, le heelflip switch et le fakie heelflip, qui sont à chaque fois la même figure, mais effectuée à partir d'une autre positions de départ (voir le paragraphe « Positions » de l'article « Tricks »).

## Rivalité
Il existe une rivalité légendaire entre le heelflip et le kickflip. En effet, certains disent que le kickflip est plus facile à apprendre comme 1er flip tandis que d'autres, affirment que c'est le heelflip. Dans le langage populaire, ces gens sont classés en deux catégories :
- Les Kickers (partisans du kickflip)
- Les Heelers (partisans du heelflip)